# Албанија на Светском првенству у атлетици на отвореном 2022.
Албанија је учествовала на 18. Светском првенству у атлетици на отвореном 2022. одржаном у Јуџину  од 15. до 25. јула осамнаести пут, односно учествовала је на свим првенствима до данас. Репрезентацију Албаније представљала је једна атлетичарка, која се такмичила у трци 3.000 м препреке,.
На овом првенству такмичарка Албаније није освојила ниједну медаљу али је оборила национални и лични рекорд.
У табели успешности према броју и пласману такмичара који су учествовали у финалним такмичењима (првих 8 такмичара) Албанија је са 1 учесницом у финалу делила 60. место са 4 бода.
| Пл.  | Земља    | 1. место | 2. место | 3. место | 4. место | 5. место | 6. место | 7. место | 8. место | Бр. фин. | Бод. |
| ---- | -------- | -------- | -------- | -------- | -------- | -------- | -------- | -------- | -------- | -------- | ---- |
| =60. | Албанија | 0        | 0        | 0        | 0        | 1        | 0        | 0        | 0        | 1        | 4    |

## Учесници
Жене:
- Љуиза Гега — 3.000 м препреке

### Жене
| Атлетичарка | Дисциплина       | Лични рекорд | Квалификација | Квалификација | Полуфинале | Полуфинале | Финале         | Финале | Детаљи |
| Атлетичарка | Дисциплина       | Лични рекорд | Резултат      | Место         | Резултат   | Место      | Резултат       | Место  | Детаљи |
| ----------- | ---------------- | ------------ | ------------- | ------------- | ---------- | ---------- | -------------- | ------ | ------ |
| Љуиза Гега  | 3.000 м препреке | 9:14,29 НР   | 9:14,91 КВ    | 3. у гр. 2    |            |            | 9:10,04 НР, ЛР | 5 / 42 |        |